# Ichneumon creperus
Ichneumon creperus är en stekelart som beskrevs av Cresson 1867. Ichneumon creperus ingår i släktet Ichneumon och familjen brokparasitsteklar. Inga underarter finns listade i Catalogue of Life.